# 凯隆区
凯隆区，是缅甸佤邦南部地方行政管理委员会下辖的一个区。在缅甸官方区划中，凯隆隶属于掸邦朗科县朗科镇区。

## 行政区划
凯隆区下辖4乡：
- 彬沙乡[3]
- 崩迈乡[4]
- 南嘎乡[5]
- 凯隆乡